# Задняя (Ярцевский район)
Задняя — деревня в Ярцевском районе Смоленской области России. Входит в состав Капыревщинского сельского поселения. Население — 22 жителя (2007 год). 
Расположена в северной части области в 20 км к северо-востоку от Ярцева, в 20 км севернее автодороги М1 «Беларусь». В 21 км южнее деревни расположена железнодорожная станция Милохово на линии Москва — Минск. 

## История
В годы Великой Отечественной войны деревня была оккупирована гитлеровскими войсками в июле 1941 года, освобождена в сентябре 1943 года.